# Катеринівська балка
Катеринівська балка — ботанічний заказник місцевого значення. Об'єкт розташований на території Долинського району Кіровоградської області, поблизу с. Катеринівка.
Площа — 23,3 га, статус отриманий у 2000 році.